# Dolores Del Monte
Dolores Del Monte (Spokane, Washington; 15 de marzo de 1932 — Laguna Woods, California; 11 de febrero de 2023) fue una modelo estadounidense, segunda generación de familia italiana.

## Biografía
Desde pequeña demostró amor al canto, música, baile y entretenimiento para las personas. Desde pequeña fue a ver películas de Shirley Temple, lo que probablemente la alentó a pertenecer al Drama Club y convertirse en una actriz.
Decide irse a Hollywood a probar suerte, pero sus padres la hacen cambiar de opinión y se muda a California, manteniéndose en contacto con su tía que vivía en Los Ángeles.
Rápidamente Dolores se volvió modelo del fotógrafo Bruno Bernard. Viendo que no es muy notoria su carrera de modelo, decide comenzar a posar desnuda. Bernard vende las fotografías al Baumgarth Calendar Company de Melrose Park, Illinois. Por seis meses ella comienza a vivir y modelar desnuda para Zoe Mozert, un famoso artista del Calendario Brown & Bigblow.
Al tiempo se casa con su compañero de secundaria Roy Card, y tiene a sus hijos Greg, Steve y Lisa. En 1953, cuando estaba embarazada de Greg, le llega una carta en la que se le pedía el permiso para publicar su fotografía desnuda en Playboy. Sin saber nada de la revista, ella lo rechaza y vende la fotografía a Bruno Bernard para un calendario; tiempo después Hugh Hefner compra la fotografía para la edición de la revista Playboy de marzo de 1954. Después Roy se va a Tailandia, y Dolores es toda una modelo de la moda. En 1974 se divorcia de Roy Card. Con el tiempo se involucra en la familia Playboy. En 1977 conoce y se casa con su segundo esposo Al Mack. 
En una edición del 25 Aniversario de Playboy, su hijo Steve se da cuenta de que su madre, Dolores, fue una Playmate, y comienza un discusión por un tiempo.
En 1987 muere Al Mack y Dolores no regresa a la mansión Playboy hasta la fiesta de Victoria Silvstedt (playmate de diciembre de 1996) por ser la Playmate del año.